# Urganlı, Turgutlu
Urganlı là một thị trấn thuộc huyện Turgutlu, tỉnh Manisa, Thổ Nhĩ Kỳ. Dân số thời điểm năm 2011 là 5.043 người.